# 마이크 저지
마이크 저지(Mike Judge, 1962년 10월 17일 ~ )은 미국의 영화 감독, 시나리오 작가, 배우, 성우이다.

## 배우 출연 영화
- 스파이 키드 2